# New Madrid
New Madrid est une ville du comté de New Madrid, dans l'État du Missouri, aux États-Unis. Sa population s’élevait à 3 116 habitants lors du recensement de 2010, estimée à 2 957 habitants en 2016.

## Histoire
New Madrid fut fondée en 1777 ou 1778 par Bernardo de Gálvez, gouverneur espagnol de la Louisiane (les terres à l'ouest du Mississippi). Il encouragea l'implantation des colons des États-Unis, à la condition de vivre sous l'autorité de son empresario, le colonel William Morgan qui attira quelque 2 000 personnes dans la région. En 1800, l'Espagne échangea le territoire avec la France, qui le céda aux États-Unis en 1803 dans le cadre de la vente de la Louisiane.
Elle eut aussi comme noms L'Anse a la Graisse et Nuevo Madrid.

## Séismologie
La ville et sa région sont célèbres pour avoir été le site d'une série de plus de 1 000 tremblements de terre en 1811 et 1812 d'une magnitude estimée à 8, le plus puissant tremblement de terre enregistré aux États-Unis hors d'une zone de subduction. En effet, New Madrid est très éloignée des limites de plaques tectoniques. 